# Buccinidae
Pour les articles homonymes, voir Buccin et Bulot.
Famille
Les Buccinidae, les buccins (ou bulots), appelés bourgots au Québec ou belots à Annecy, forment une famille de gastéropodes marins carnivores de l'ordre des Neogastropoda, dont le plus connu et consommé est le buccin commun, gros buccin ou bulot (Buccinum undatum) très souvent consommés dans les plateaux de fruits de mer.

## Description physique
Le bulot se tient sur un pied ventouse avec lequel il rampe. Quand il sort de sa coquille on aperçoit des petits tentacules positionnés entre ses yeux. Dans son dos, un tuyau (un siphon) qui sort, lui permet de respirer. Sa coquille a une forme de cône enroulé et pointue. La coquille du bulot peut aller jusqu'à 15 centimètres pour le plus grand répertorié. Le plus tenace des bulots peut vivre jusqu'à 10 ans. Sa coquille lui sert d'abri, il peut y rentrer et fermer la « porte » avec un opercule. Les organes importants du bulot restant tout le temps dans la coquille lui permettent de protéger ses parties fragiles.

## Dans notre alimentation
Le bulot est mangé par l'homme et pêché depuis longtemps ; il sert aussi comme appât pour pêcher toutes sortes de poissons. La pêche du bulot est réglementée, les pêcheurs doivent avoir une licence et attendre que les bulots atteignent 4,5 cm. La pêche du bulot est protégée par l'IGP (Indication Géographique Protégée). On peut pêcher le bulot à marée basse ou en masse avec des casiers. La pêche a lieu la plupart du temps l'hiver. On le trouve principalement dans le nord de l'Atlantique.

## Liste des genres
Selon World Register of Marine Species (11 février 2018) :
- genre Aeneator Finlay, 1926
- genre Afer Conrad, 1858
- genre Afrocominella Iredale, 1918

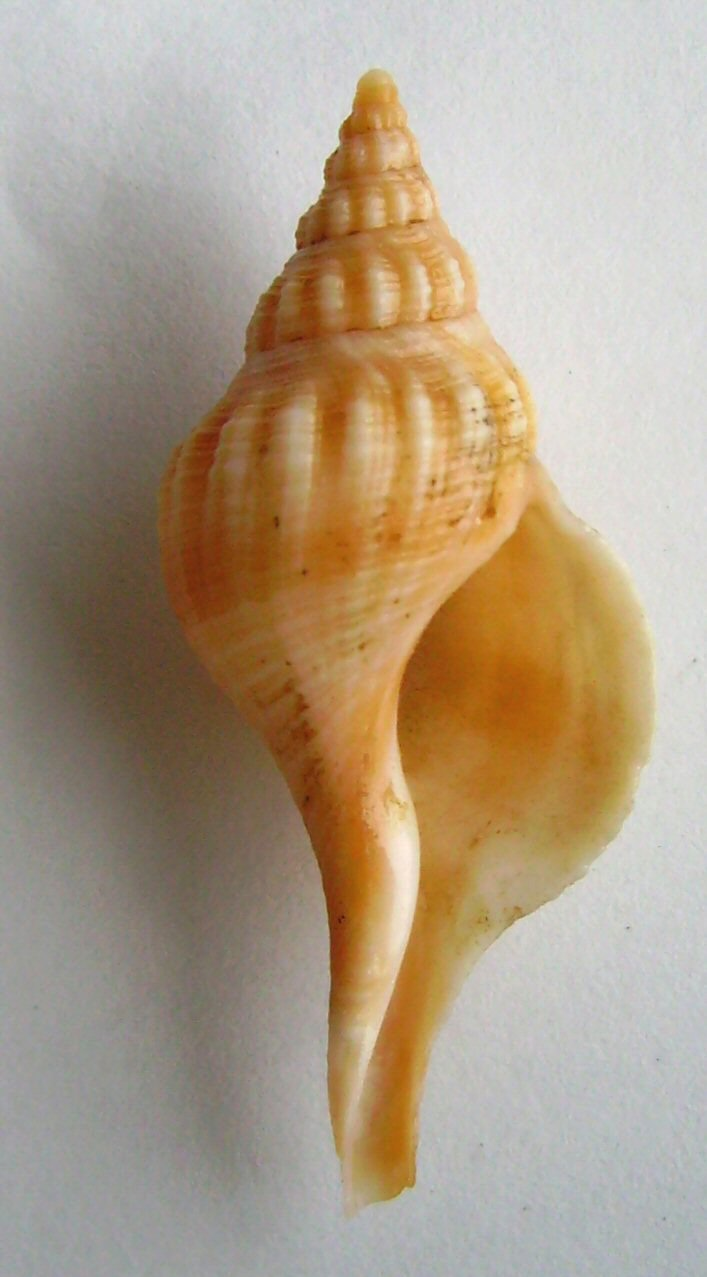
Aeneator marshalli

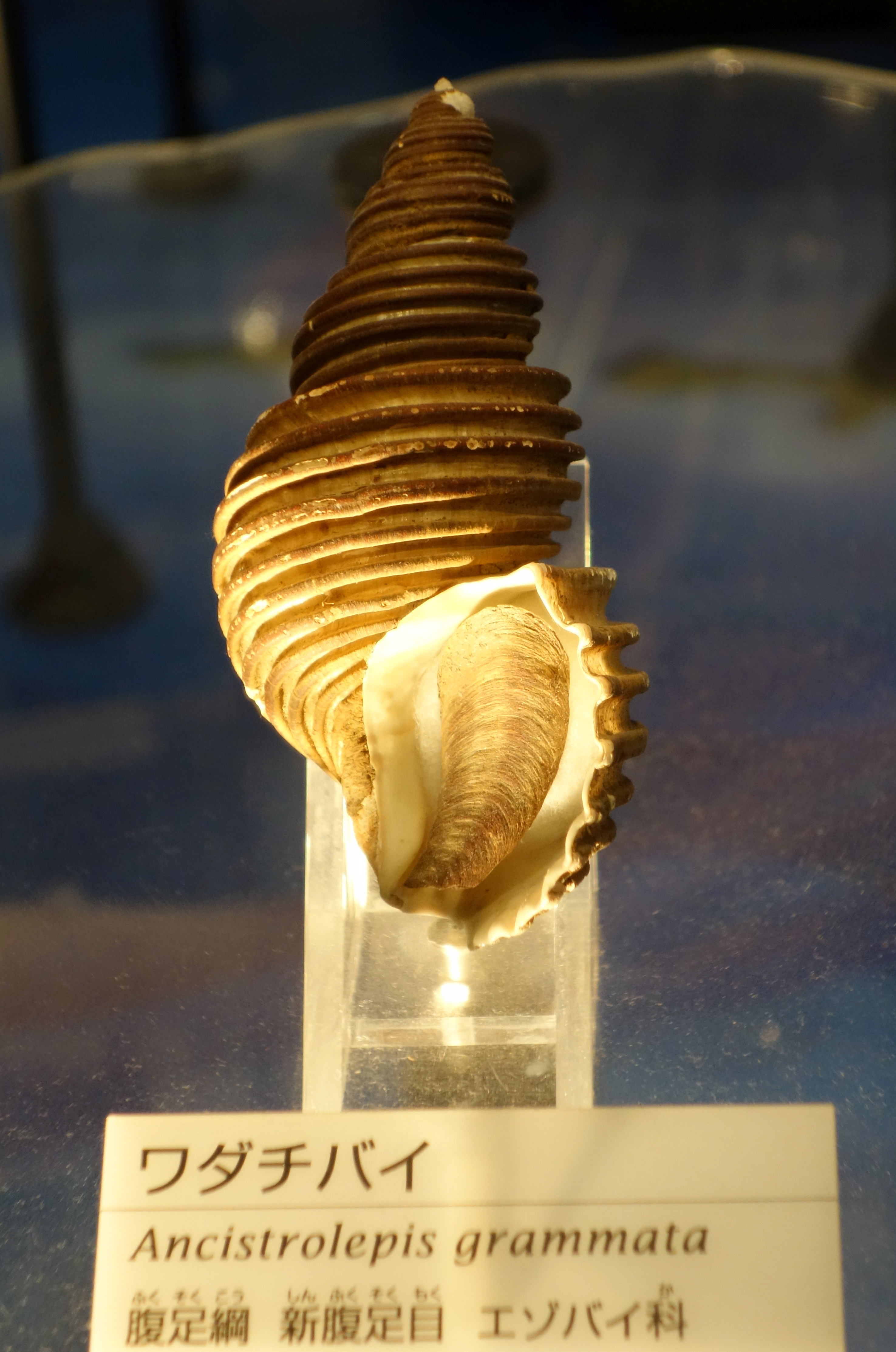
Ancistrolepis grammata

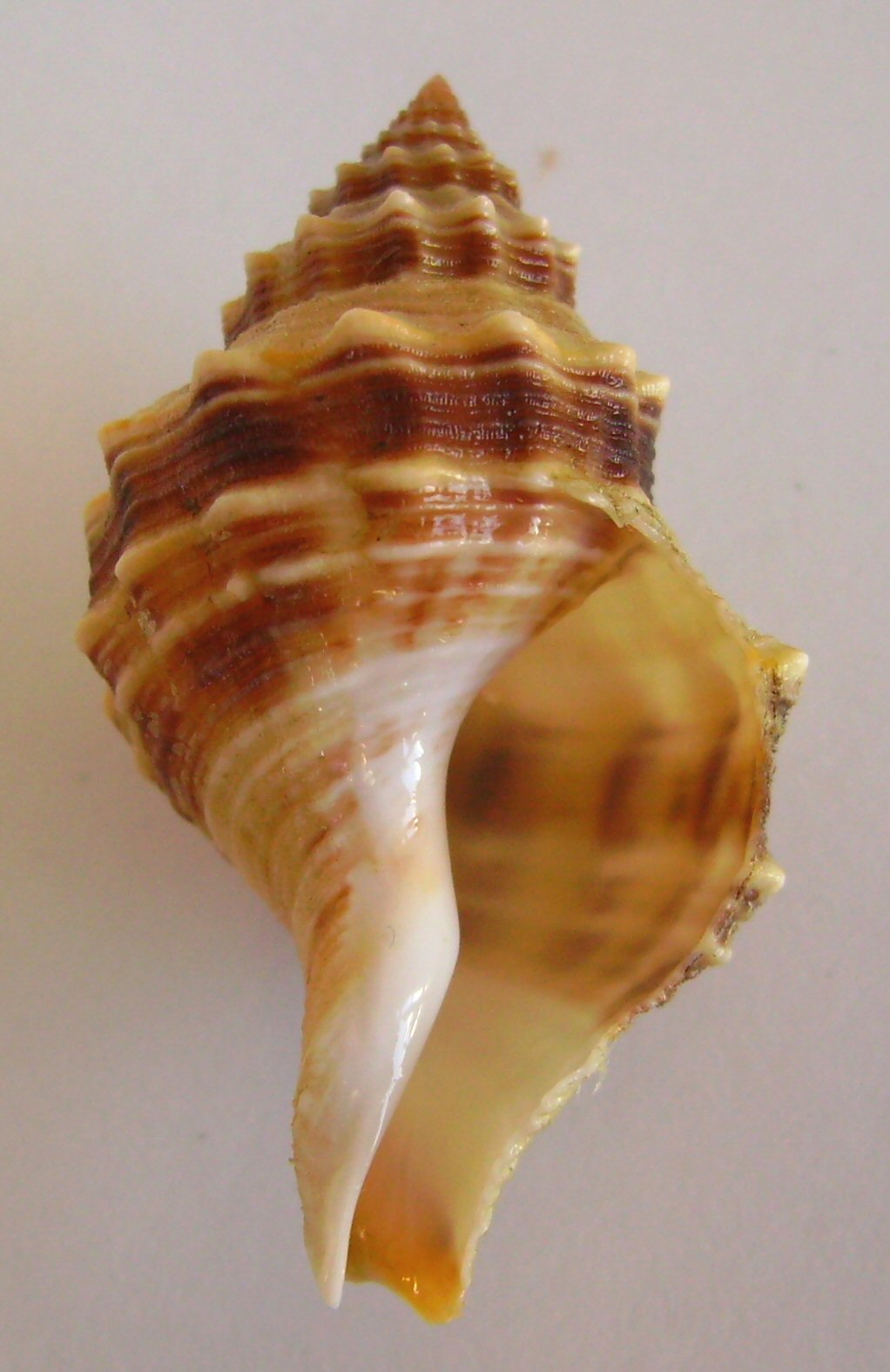
Austrofusus glans

- genre Aidemofusus Kosyan & Kantor, 2013
- genre Americominella Klappenbach & Ureta, 1972
- genre Ancistrolepis Dall, 1895
- genre Anomacme Strebel, 1905
- genre Anomalisipho Dautzenberg & H. Fischer, 1912
- genre Antarctodomus Dell, 1972
- genre Antarctoneptunea Dell, 1972
- genre Antistreptus Dall, 1918
- genre Argeneuthria Pastorino, 2016
- genre Atkinsonella  Finlay, 1930  †
- genre Aulacofusus Dall, 1918
- genre Austrocominella Ihering, 1907 †
- genre Austrofusus Kobelt, 1879
- genre Bathyancistrolepis Habe & Ito, 1968
- genre Bathybuccinum Golikov & Sirenko, 1989
- genre Bathydomus Thiele, 1912
- genre Bayerius Olsson, 1971
- genre Belophos Cossmann, 1901 †
- genre Beringius Dall, 1887
- genre Brachysycon  Petuch, 1994 †
- genre Buccinulum Deshayes, 1830
- genre Buccinum Linnaeus, 1758
- genre Buccipagoda Ponder, 2010
- genre Burnupena Iredale, 1918
- genre Busycoarctum Hollister, 1958
- genre Busycon Röding, 1798
- genre Busycotypus Wenz, 1943
- genre Calagrassor Kantor, Puillandre, Fraussen, Fedosov & Bouchet, 2013
- genre Calliloncha Lus, 1978
- genre Cavineptunea Powell, 1951
- genre Chauvetia Monterosato, 1884
- genre Chickcharnea Petuch, 2002
- genre Chlanidota Martens, 1878
- genre Chlanidotella Thiele, 1929
- genre Chlanificula Powell, 1958
- genre Clinopegma Grant & Gale, 1931
- genre Colus Röding, 1798
- genre Cominella Gray, 1850
- genre Coptochetus Cossmann, 1889 †
- genre Corneobuccinum Golikov & Gulbin, 1977
- genre Cyrtochetus  Cossmann, 1901  †
- genre Coronafulgur  Petuch, 2004 †
- genre Drepanodontus Harasewych & Kantor, 2004
- genre Eclectofusus Fraussen & Stahlschmidt, 2013
- genre Egotistica Marwick, 1934 †
- genre Enigmaticolus Fraussen, 2008
- genre Eosipho Thiele, 1929
- genre Eosiphonalia  Ruth, 1942  †
- genre Euryochetus Cossmann, 1896 †
- genre Euthrenopsis Powell, 1929
- genre Euthria Gray, 1850
- genre Euthriostoma Marche-Marchad & Brébion, 1977
- genre Falsimacme Pastorino, 2016
- genre Falsimohnia Powell, 1951
- genre Falsitromina Dell, 1990
- genre Fascinus Hedley, 1903
- genre Fax Iredale, 1925
- genre Fulguropsis  Marks, 1950
- genre Fusinella Thiele, 1917
- genre Fusipagoda Habe & Ito, 1965
- genre Gaillea Kantor, Puillandre, Fraussen, Fedosov & Bouchet, 2013
- genre Germonea Harasewych & Kantor, 2004
- genre Glypteuthria Strebel, 1905
- genre Godfreyena Iredale, 1934
- genre Habevolutopsius Kantor, 1983
- genre Helicofusus Dall, 1916
- genre Iosepha Tenison-Woods, 1879
- genre Janiopsis Rovereto, 1899
- genre Japelion Dall, 1916
- genre Japeuthria Iredale, 1918
- genre Jerrybuccinum Kantor & Pastorino, 2009
- genre Kelletia Bayle, 1884
- genre Kergipenion Fletcher, 1938 †
- genre Kryptos Dautzenberg & H. Fischer, 1896
- genre Laevisycon  Petuch, R.F. Myers & Berschauer, 2015 †
- genre Latisipho Dall, 1916
- genre Lindafulgur  Petuch, 2004
- genre Liomesus Stimpson, 1865
- genre Lirabuccinum Vermeij, 1991
- genre Loochooia MacNeil, 1961
- genre Lusitromina Harasewych & Kantor, 2004
- genre Lussivolutopsius Kantor, 1983
- genre Lyrofusus de Gregorio, 1880 †
- genre Manaria E. A. Smith, 1906
- genre Meteuthria Thiele, 1912
- genre Micrologus Fraussen & Rosado, 2011
- genre Mohnia Friele, 1879
- genre Muffinbuccinum Harasewych & Kantor, 2004
- genre Nassicola Finlay, 1924 †
- genre Neancistrolepis Habe & Sato, 1973
- genre Neobuccinum E. A. Smith, 1879
- genre Neptunea Röding, 1798
- genre Nicema Woodring, 1964
- genre Odontobasis  Meek, 1876  †
- genre Ornatoconcha Lus, 1987
- genre Ornopsis  Wade, 1916  †
- genre Ovulatibuccinum Golikov & Sirenko, 1989
- genre Pangoa Marwick, 1931 †
- genre Parabuccinum Harasewych, Kantor & Linse, 2000
- genre Paracominia Powell & Bartrum, 1929 †
- genre Parancistrolepis Azuma, 1965
- genre Pareuthria Strebel, 1905
- genre Parficulina Powell, 1958
- genre Parvisipho Cossmann, 1889 †
- genre Penion P. Fischer, 1884
- genre Phaenomenella Fraussen, 2006
- genre Plicibuccinum Golikov & Gulbin, 1977
- genre Plicifusus Dall, 1902
- genre Pomahakia Finlay, 1927 †
- genre Preangeria K. Martin, 1921
- genre Probuccinum Thiele, 1912
- genre Proneptunea Thiele, 1912
- genre Prosipho Thiele, 1912
- genre Pseudofax Finlay & Marwick, 1937 †
- genre Pseudoliomesus Habe & Sato, 1973
- genre Pseudoneptunea Kobelt, 1882
- genre Ptychosalpinx Gill, 1867
- genre Pyruella  Petuch, 1982 †
- genre Pyrulofusus Mörch, 1869
- genre Retifusus Dall, 1916
- genre Retimohnia McLean, 1995
- genre Savatieria Rochebrune & Mabille, 1885
- genre Searlesia Harmer, 1914 †
- genre Serratifusus Darragh, 1969
- genre Sinistrofulgur  Hollister, 1958
- genre Siphonalia A. Adams, 1863
- genre Spikebuccinum Harasewych & Kantor, 2004
- genre Spinifulgur  Petuch, 1994 †
- genre Strebela Kantor & Harasewych, 2013
- genre Suessionia  Cossmann, 1889  †
- genre Sulcosinus Dall, 1895
- genre Sycofulgur  Marks, 1950 †
- genre Sycopsis  Conrad, 1867 †
- genre Tacita Lus, 1971
- genre Tasmeuthria Iredale, 1925
- genre Thalassoplanes Dall, 1908
- genre Thermosipho Kantor, Puillandre, Fraussen, Fedosov & Bouchet, 2013
- genre Thysanobuccinum Golikov & Gulbin in Golikov, 1980
- genre Tortisipho  Cossmann, 1889  †
- genre Troschelia Mörch, 1876
- genre Truncaria A. Adams & Reeve, 1850
- Genus Turrifulgur  Petuch, 1988 †
- genre Turrisipho Dautzenberg & H. Fischer, 1912
- genre Turrivolutopsius Tiba & Kosuge, 1979
- genre Volutharpa P. Fischer, 1856
- genre Volutopsion Habe & Ito, 1965
- genre Volutopsius Mörch, 1857
- genre Wrigleya  Glibert, 1963  †
- genre Zelandiella Finlay, 1926 †

## Galerie

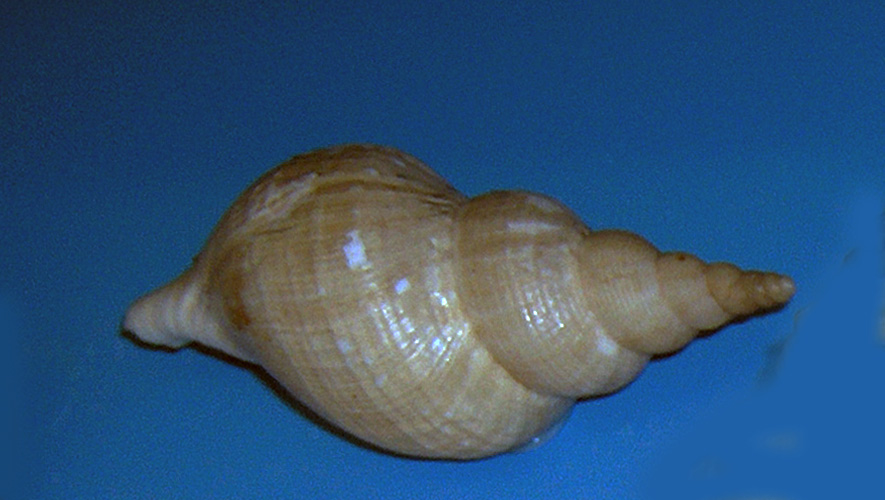
Beringius turtoni
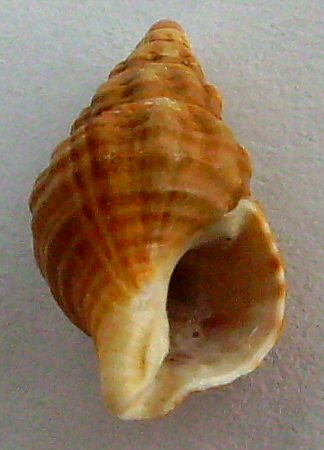
Buccinulum vittatum
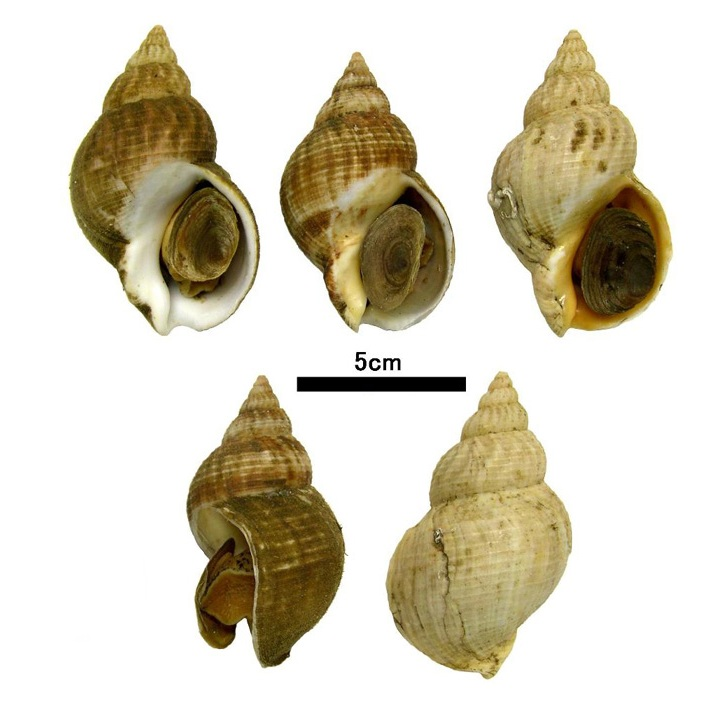
Buccinum undatum
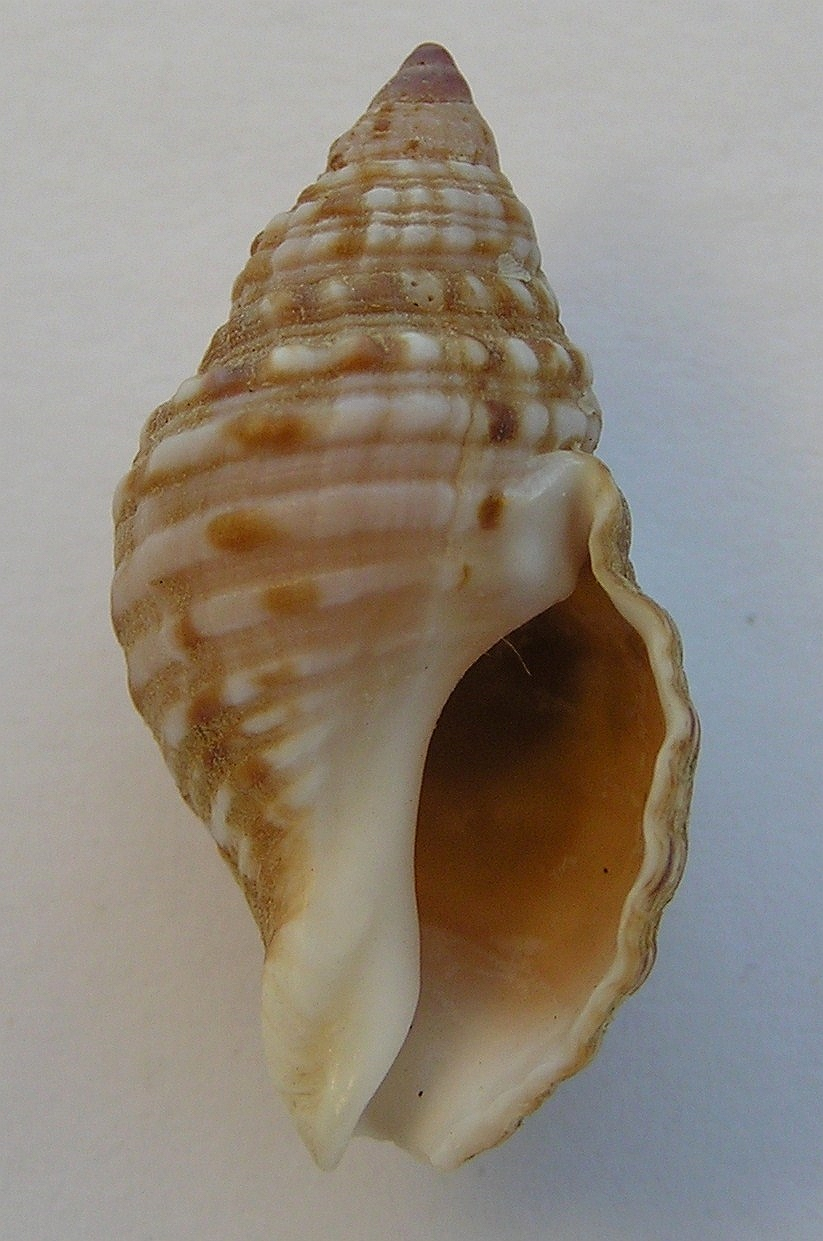
Burnupena pubescens
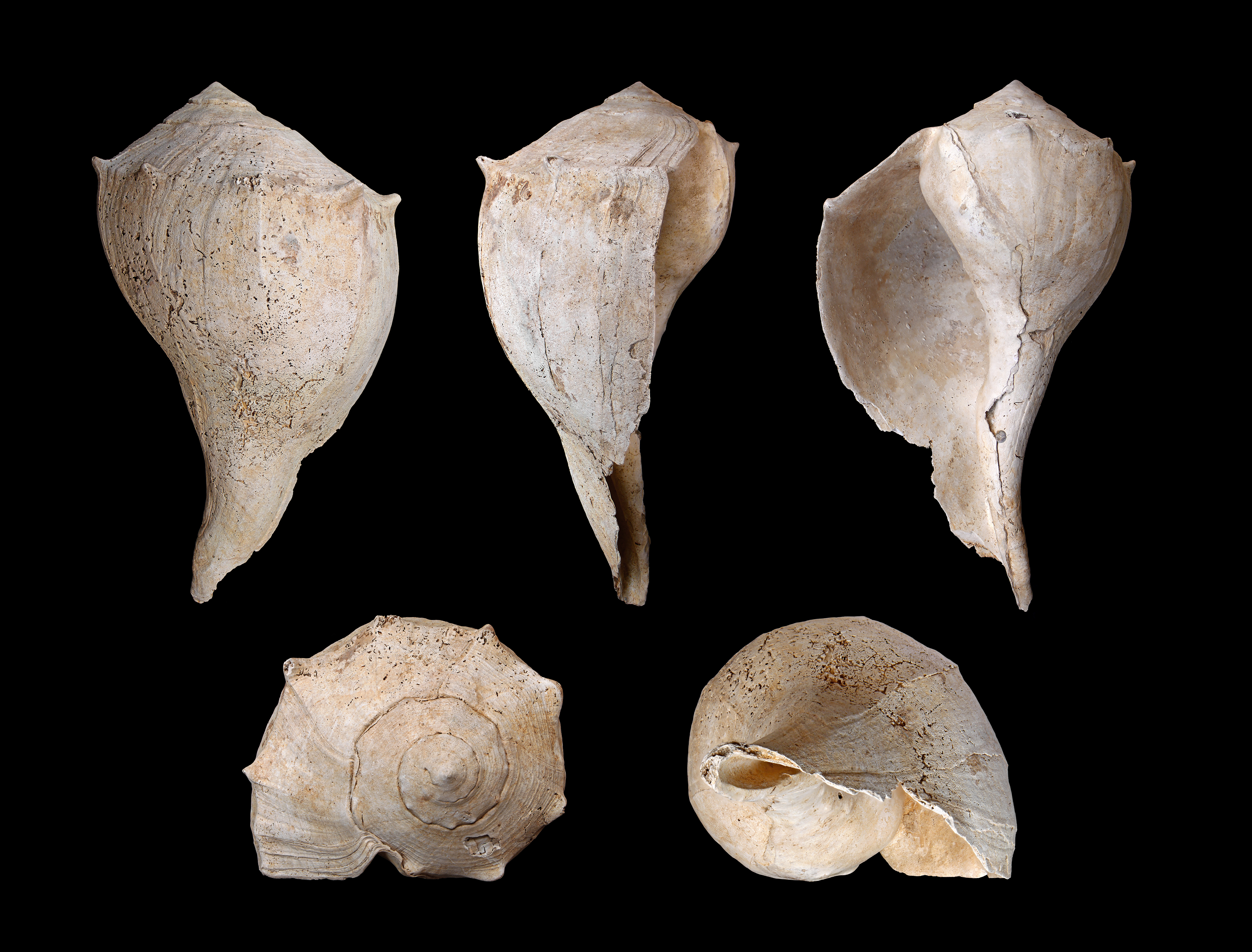
Busycon contrarium
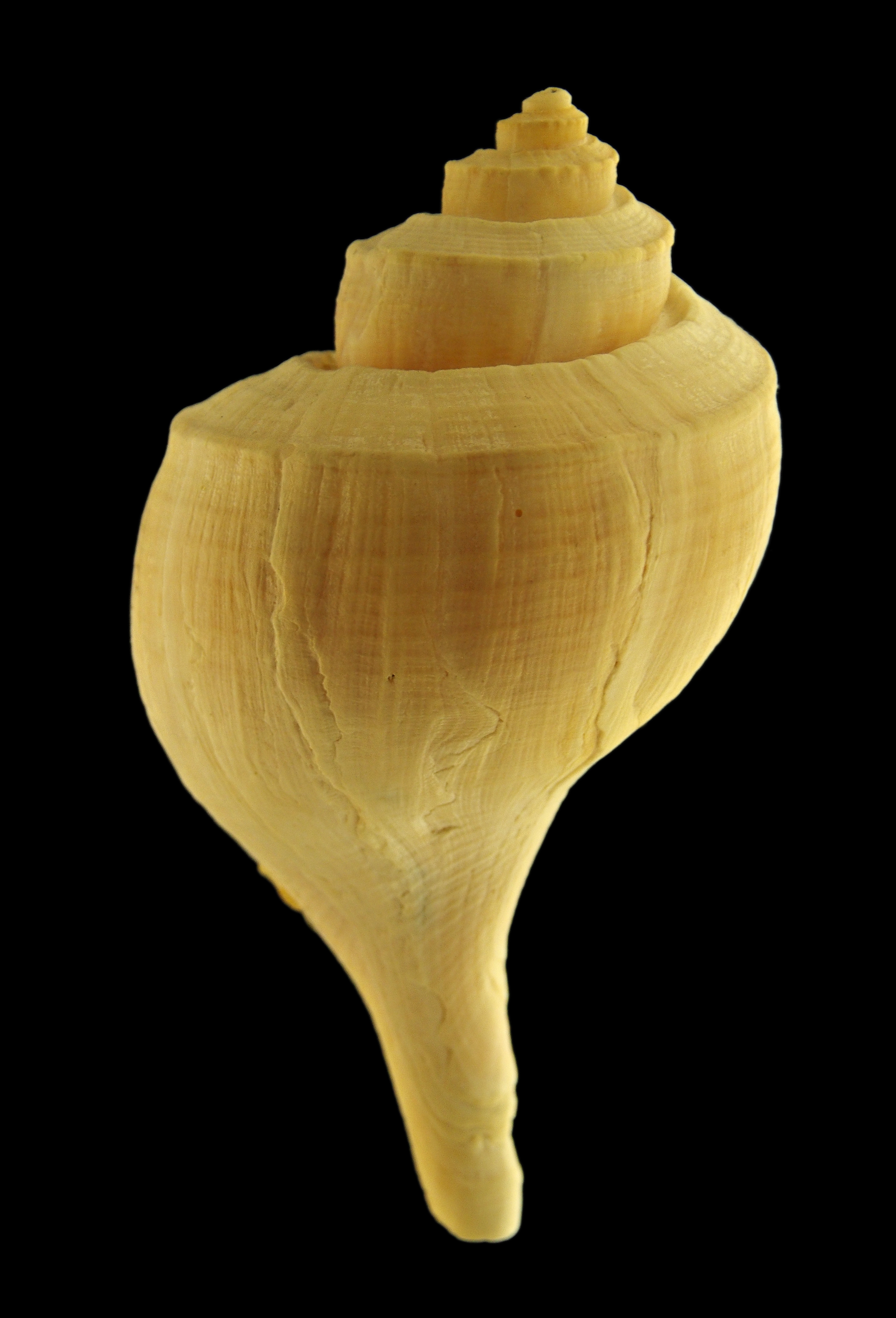
Busycotypus canaliculatus
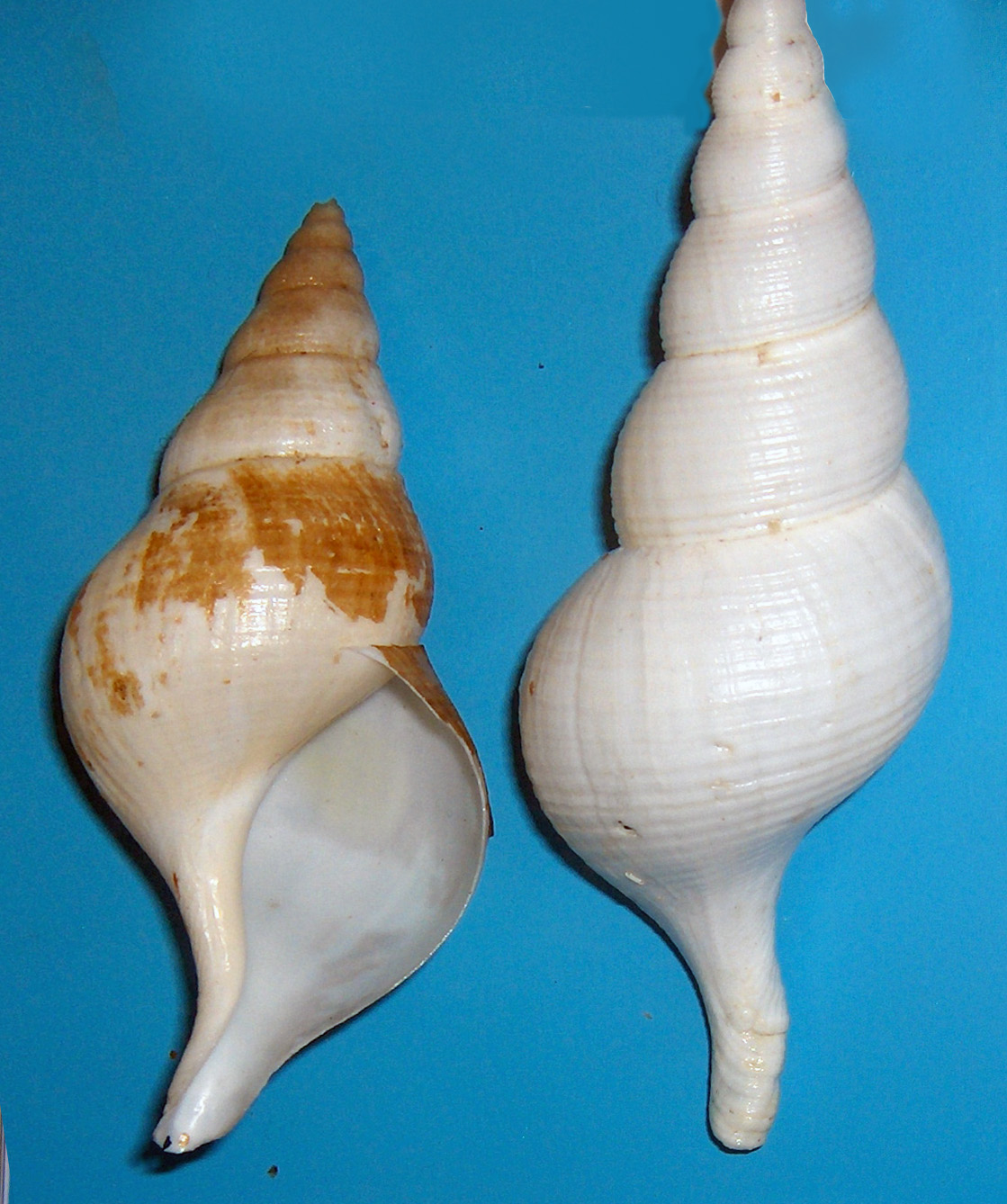
Colus islandicus
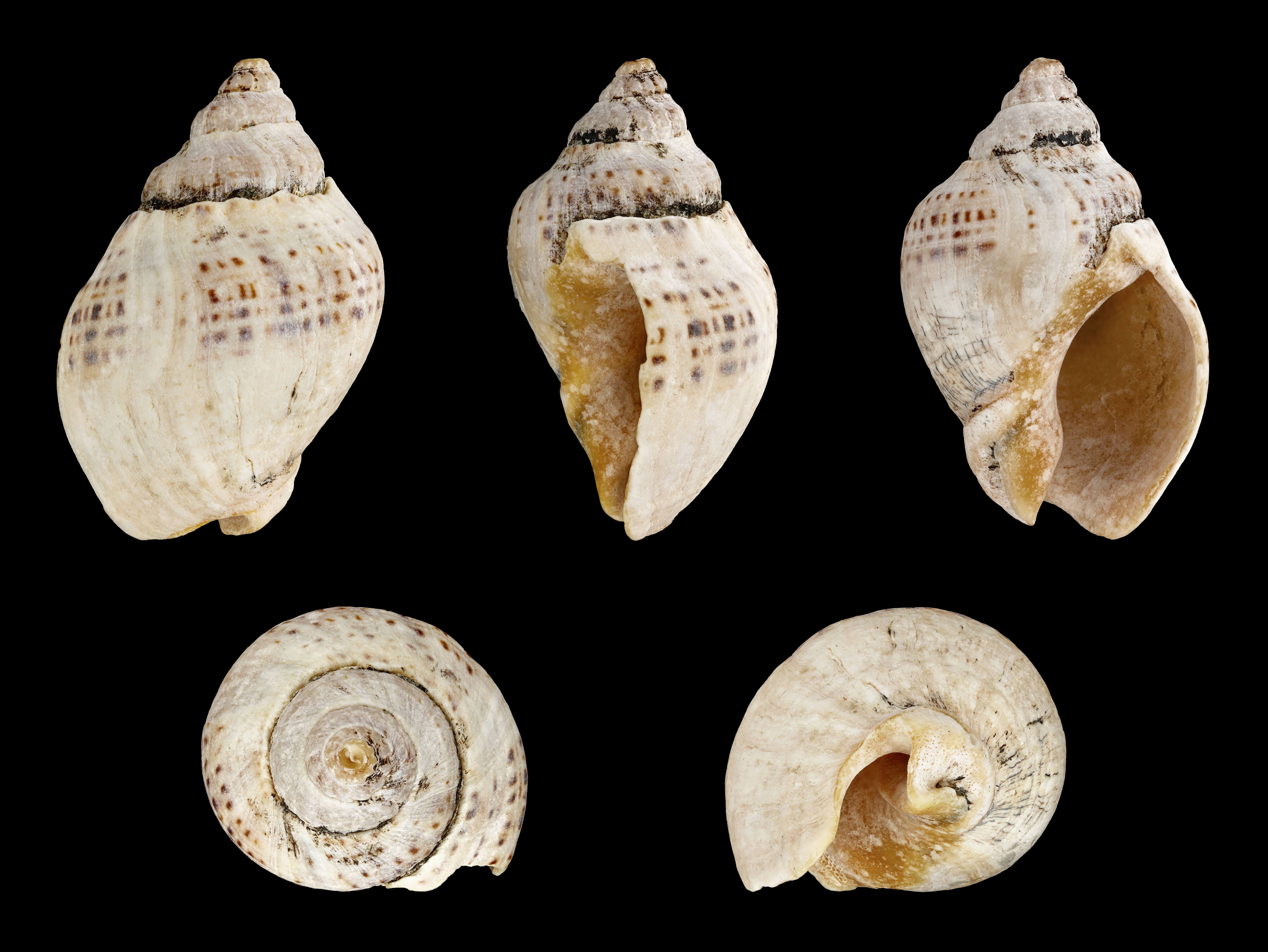
Cominella adspersa
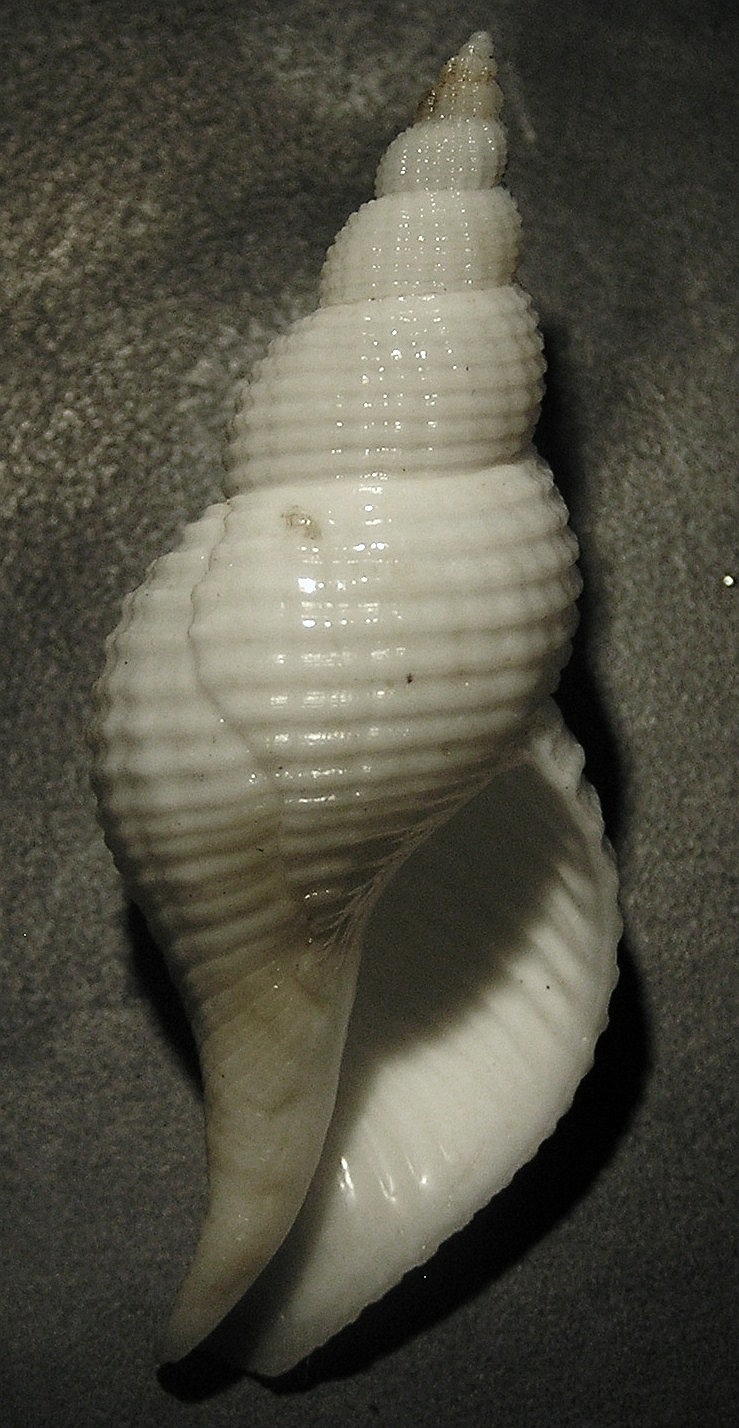
Eosipho poppei
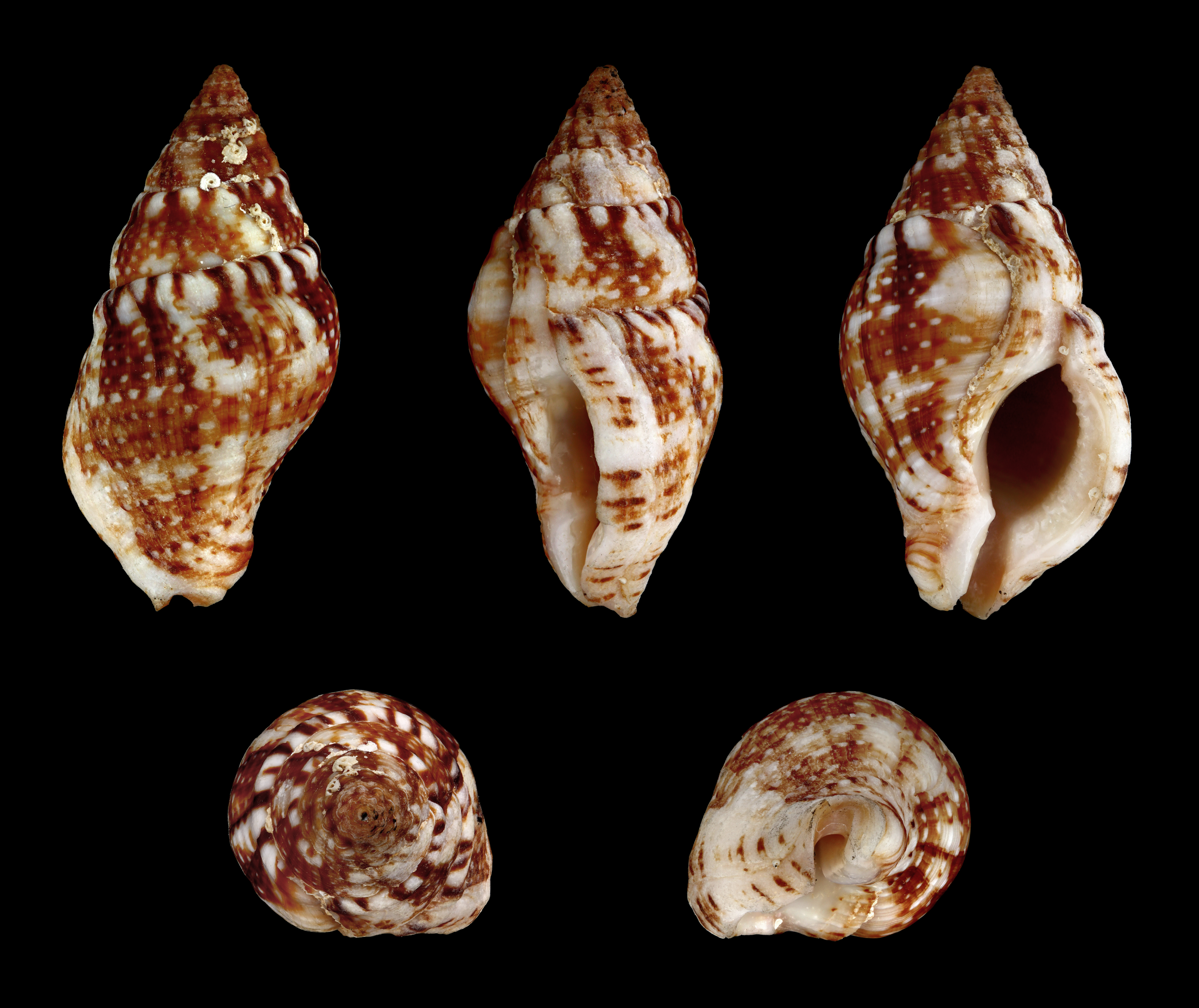
Euthria cornea
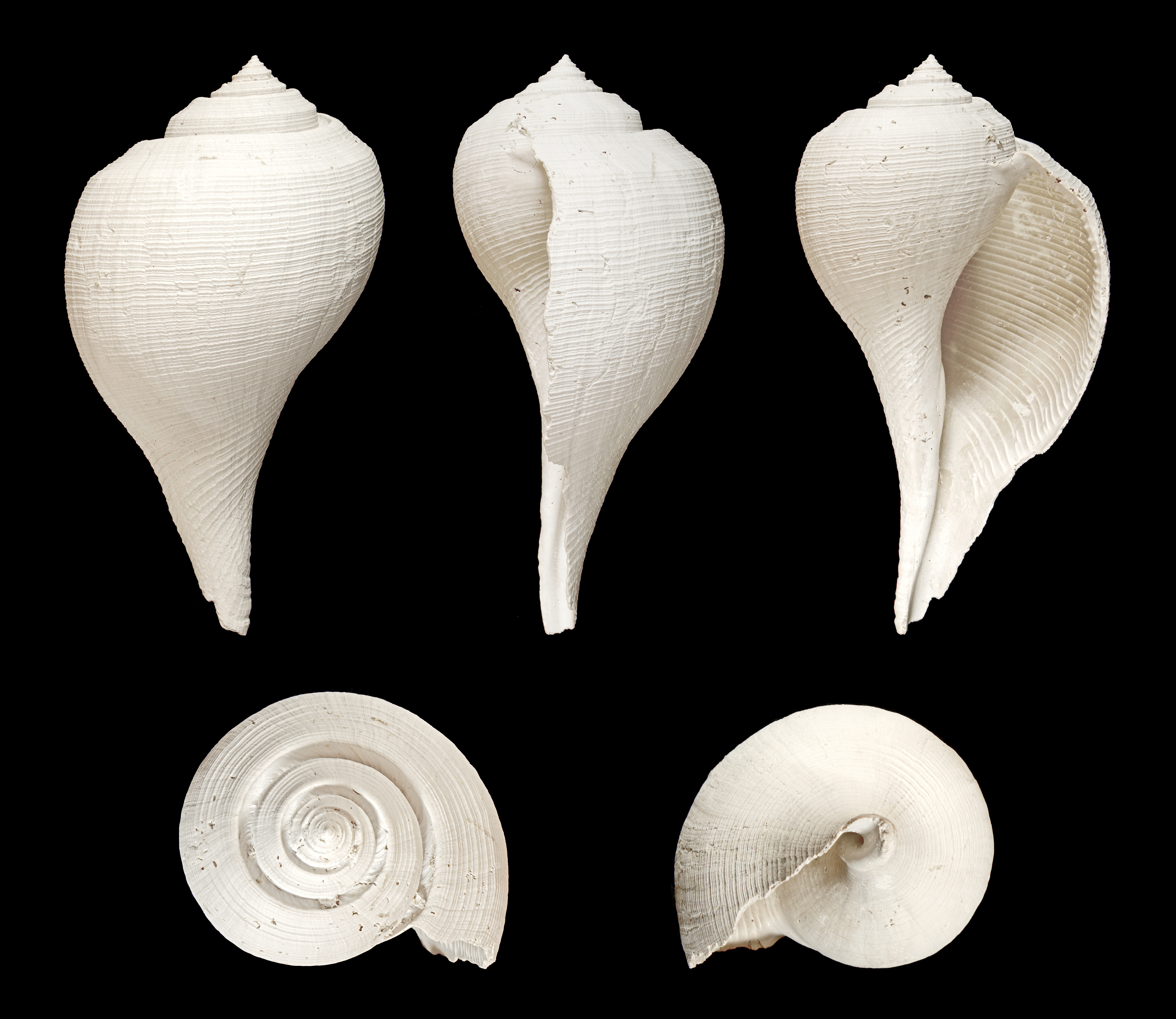
Fulguropsis radula (fossile)
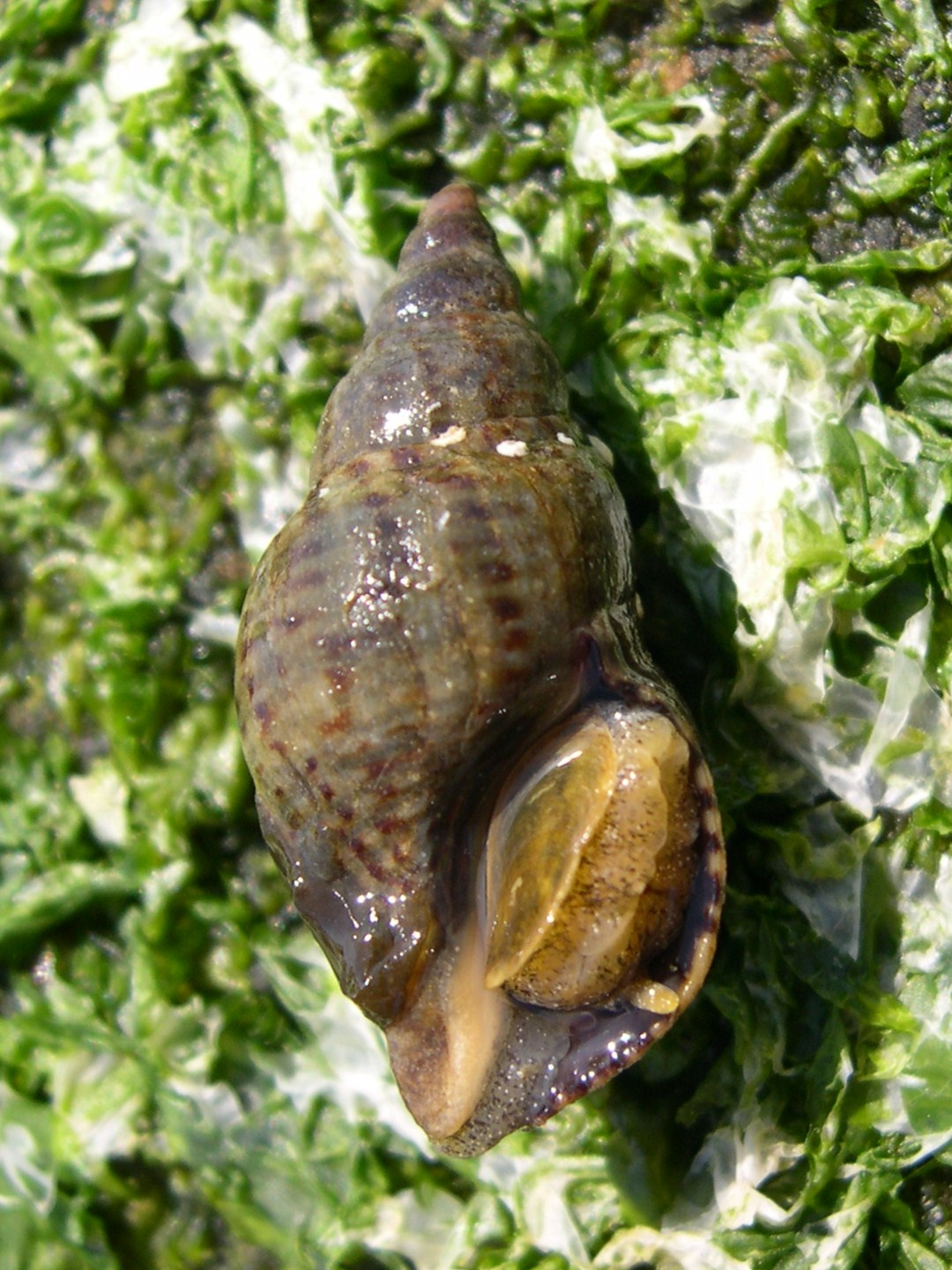
Japeuthria ferrea
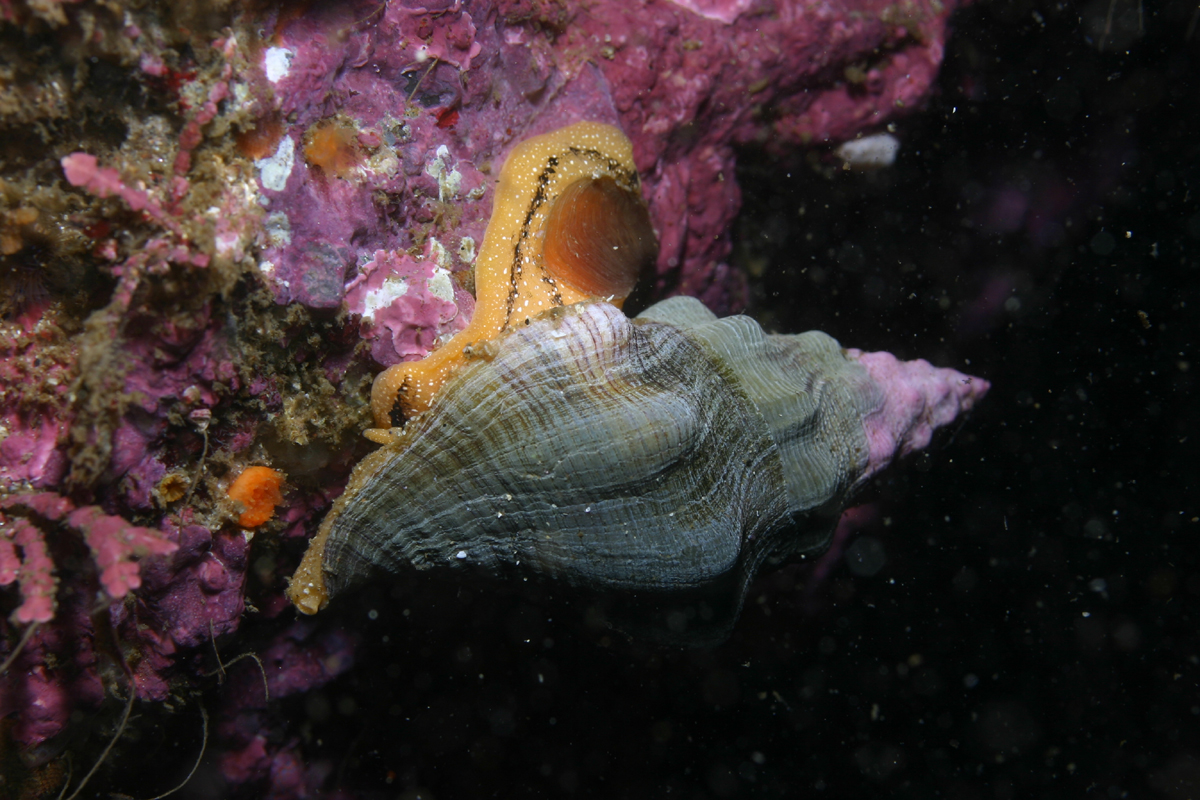
Kelletia kelletii
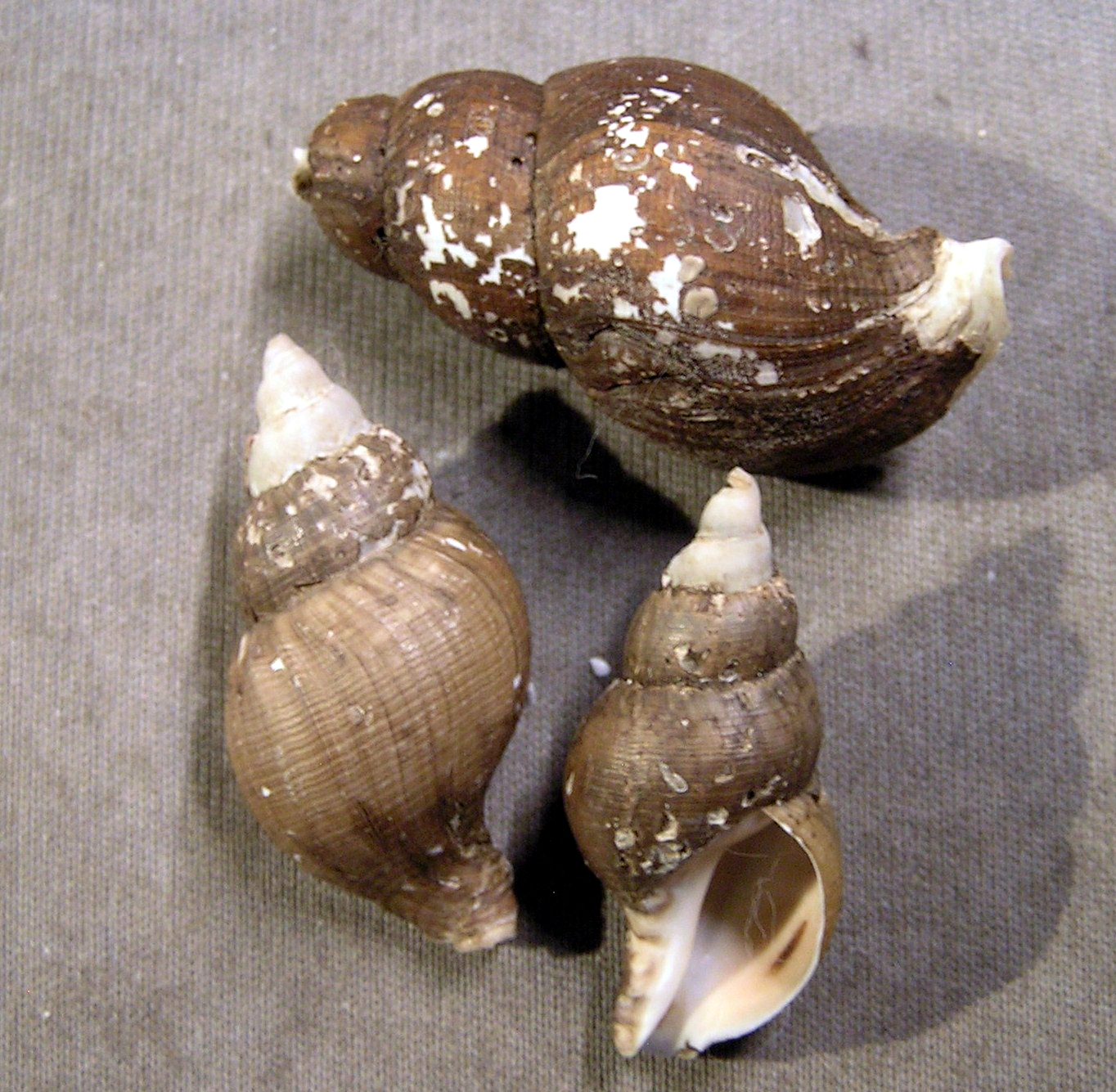
Latisipho jordani
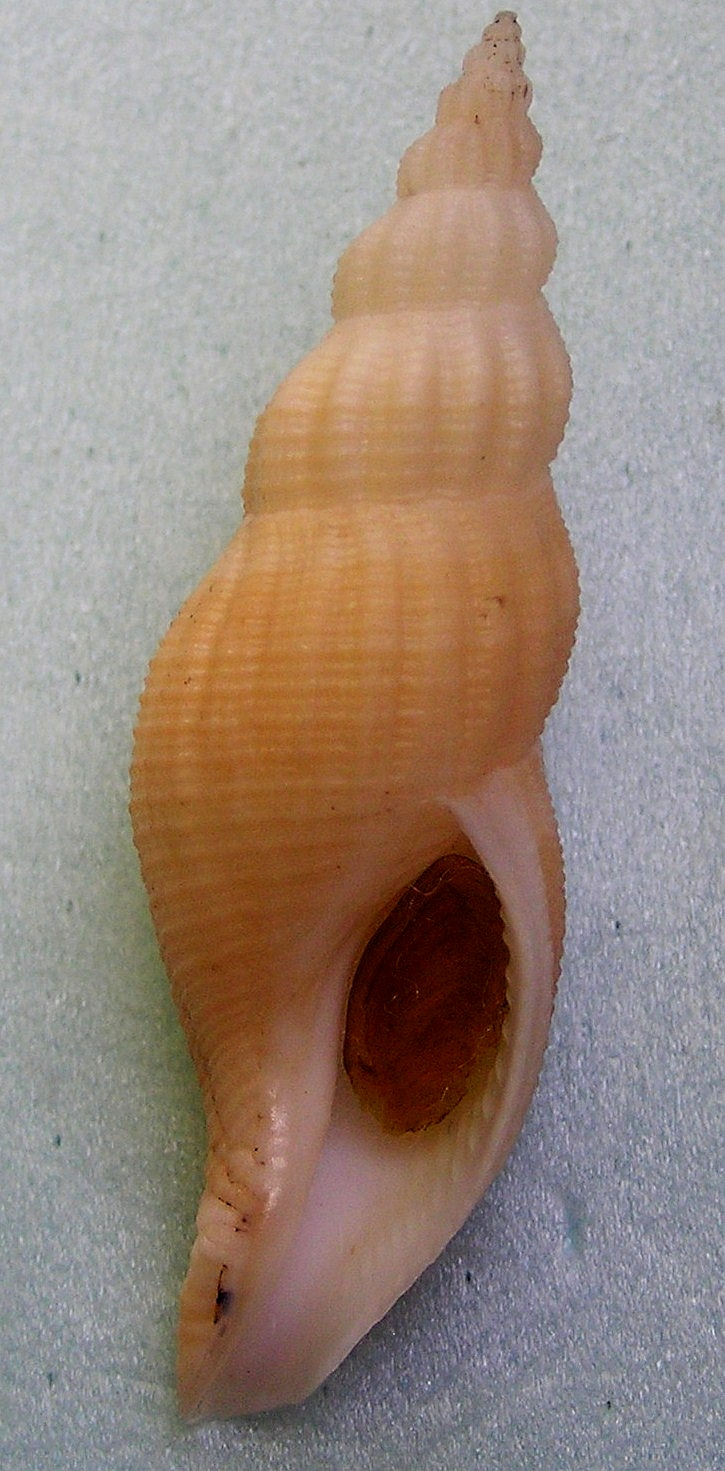
Manaria fusiformis
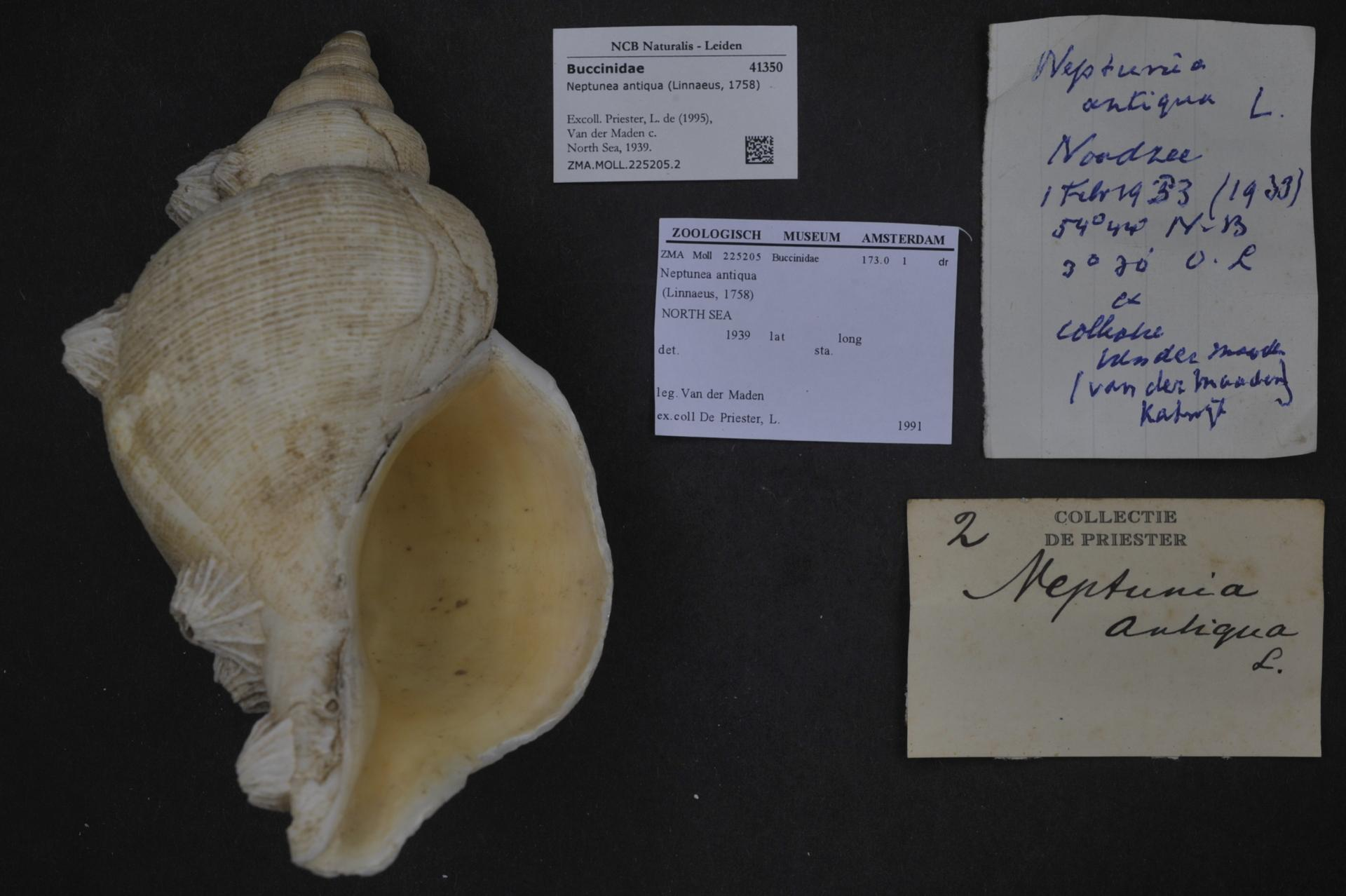
Neptunea antiqua
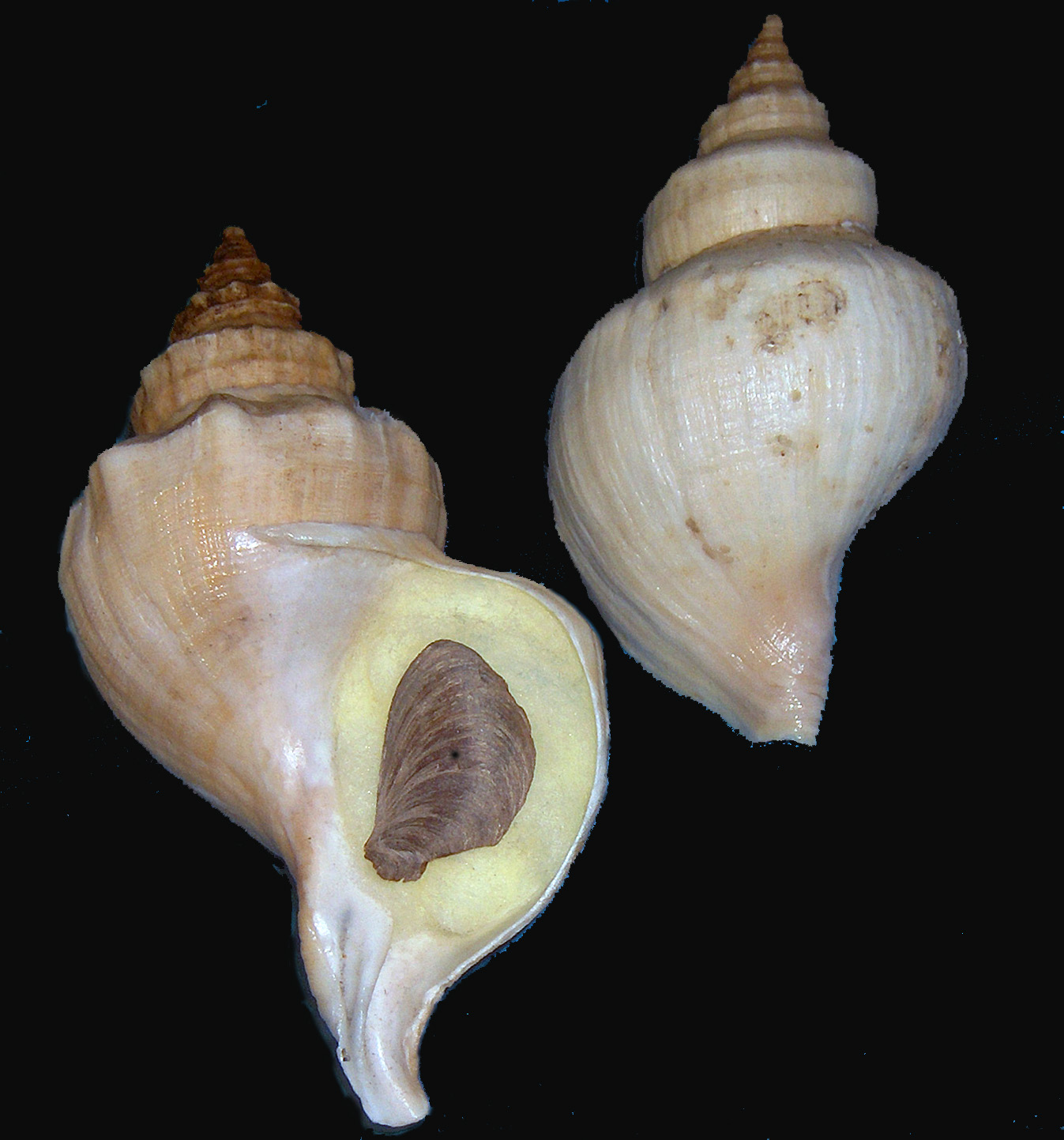
Neptunea despecta
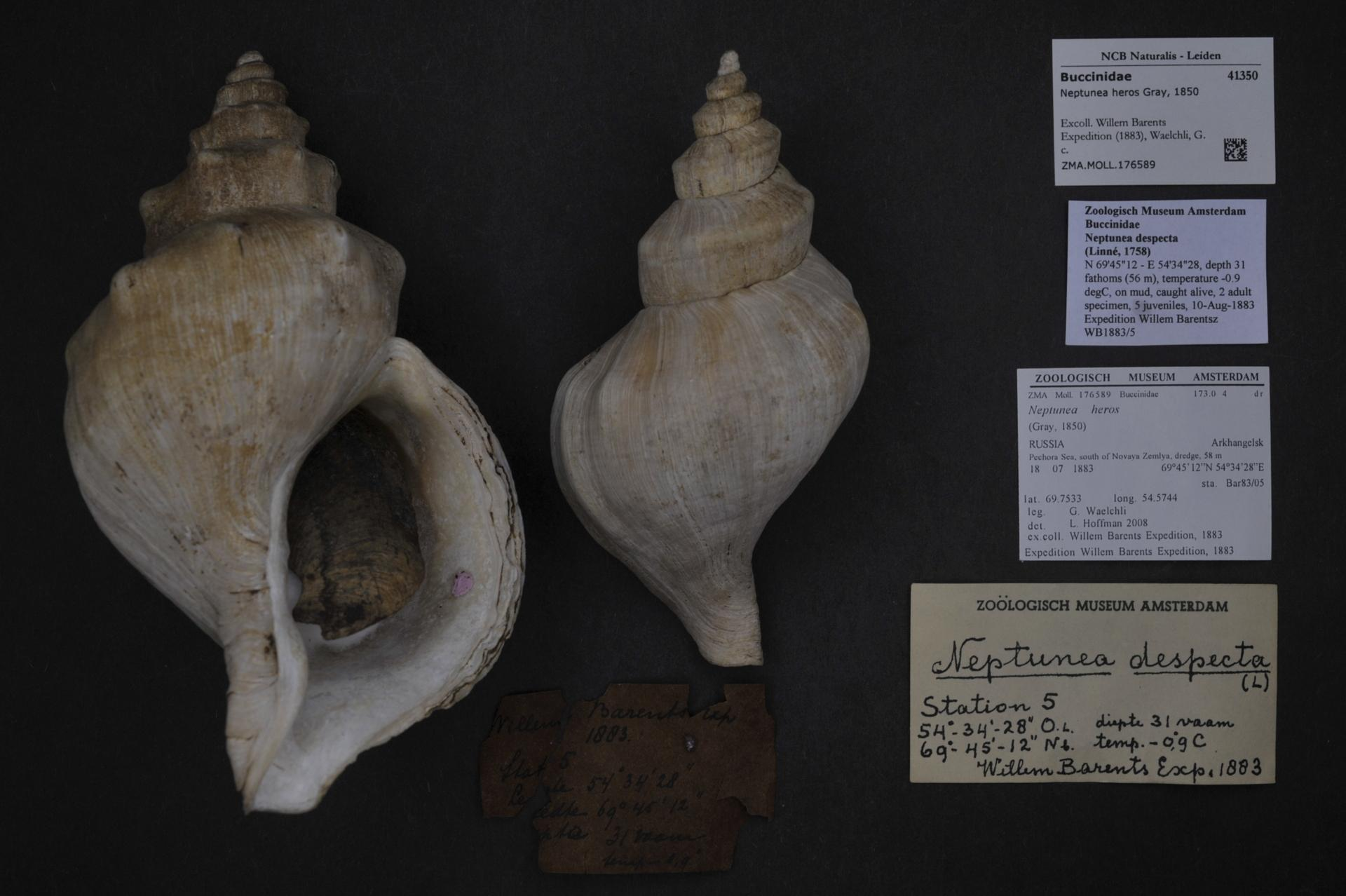
Neptunea heros
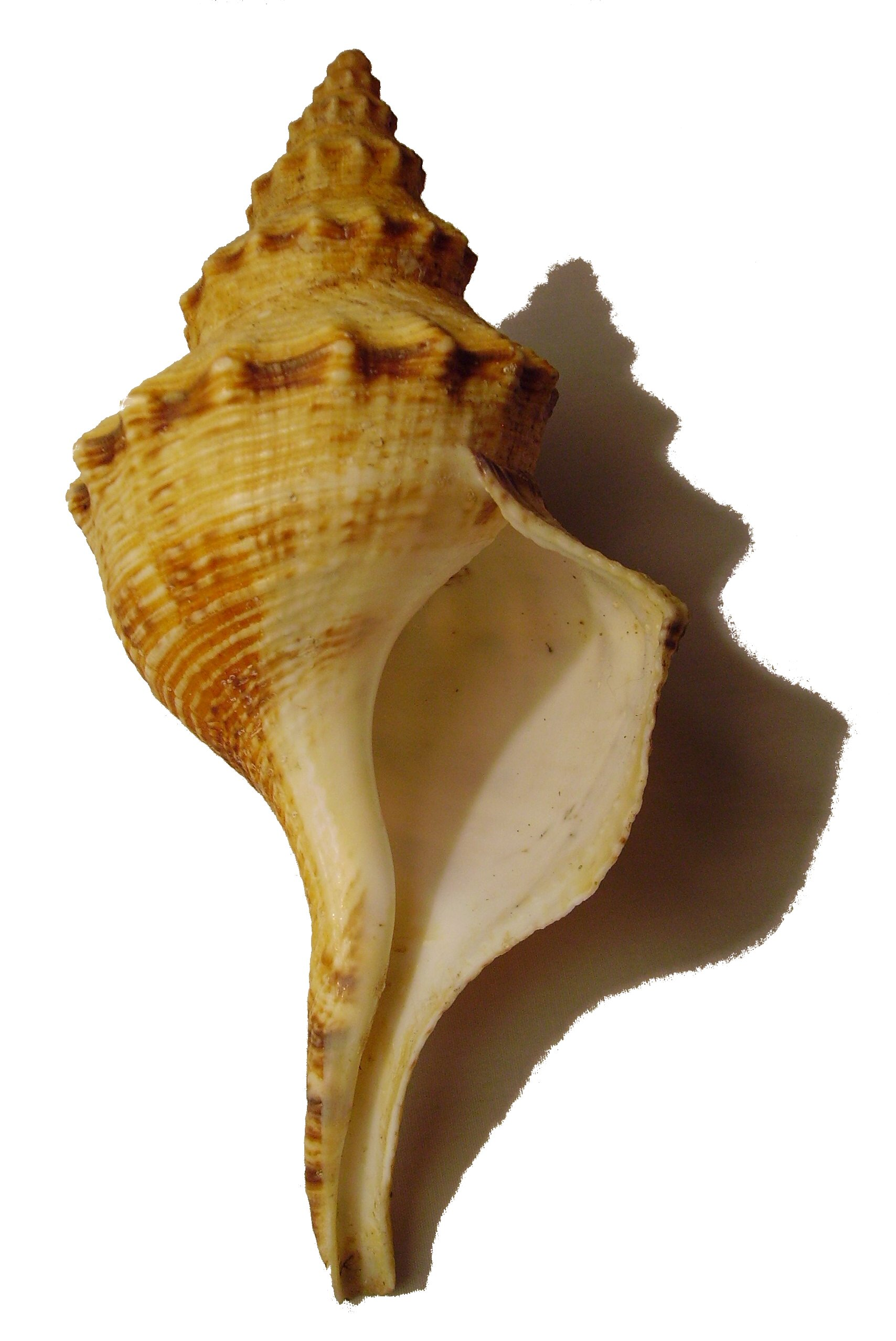
Penion cuvieranus
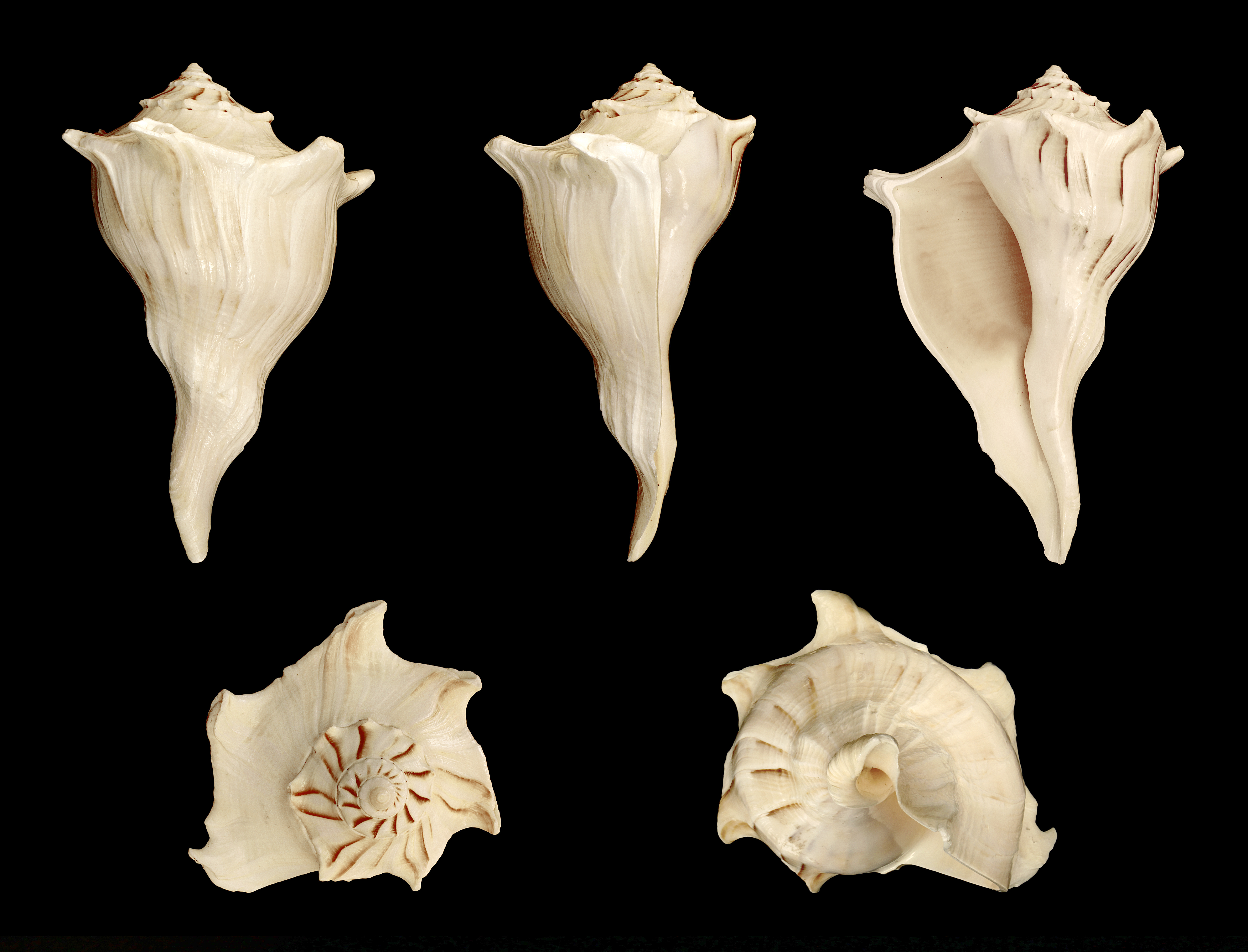
Sinistrofulgur perversum
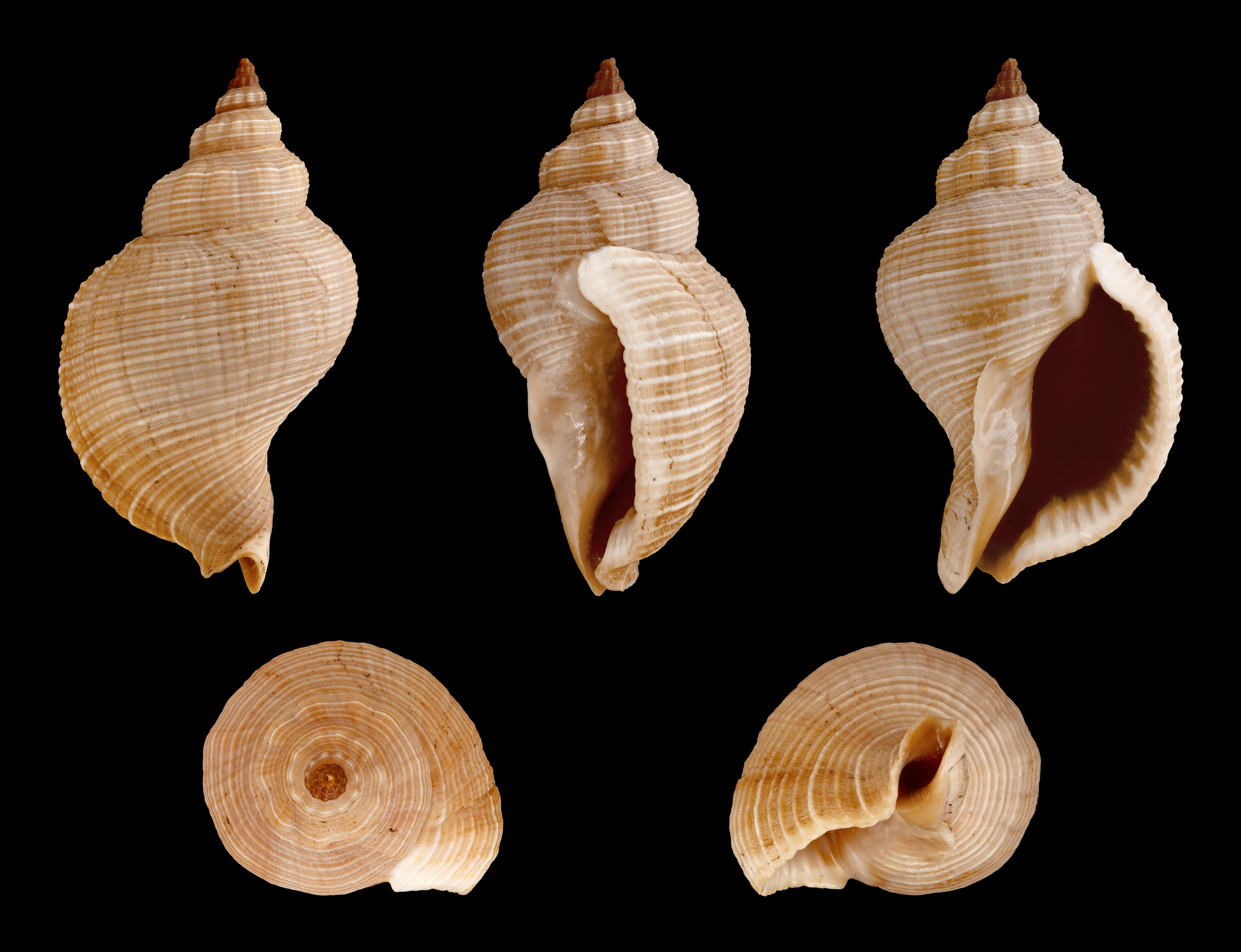
Siphonalia trochulus
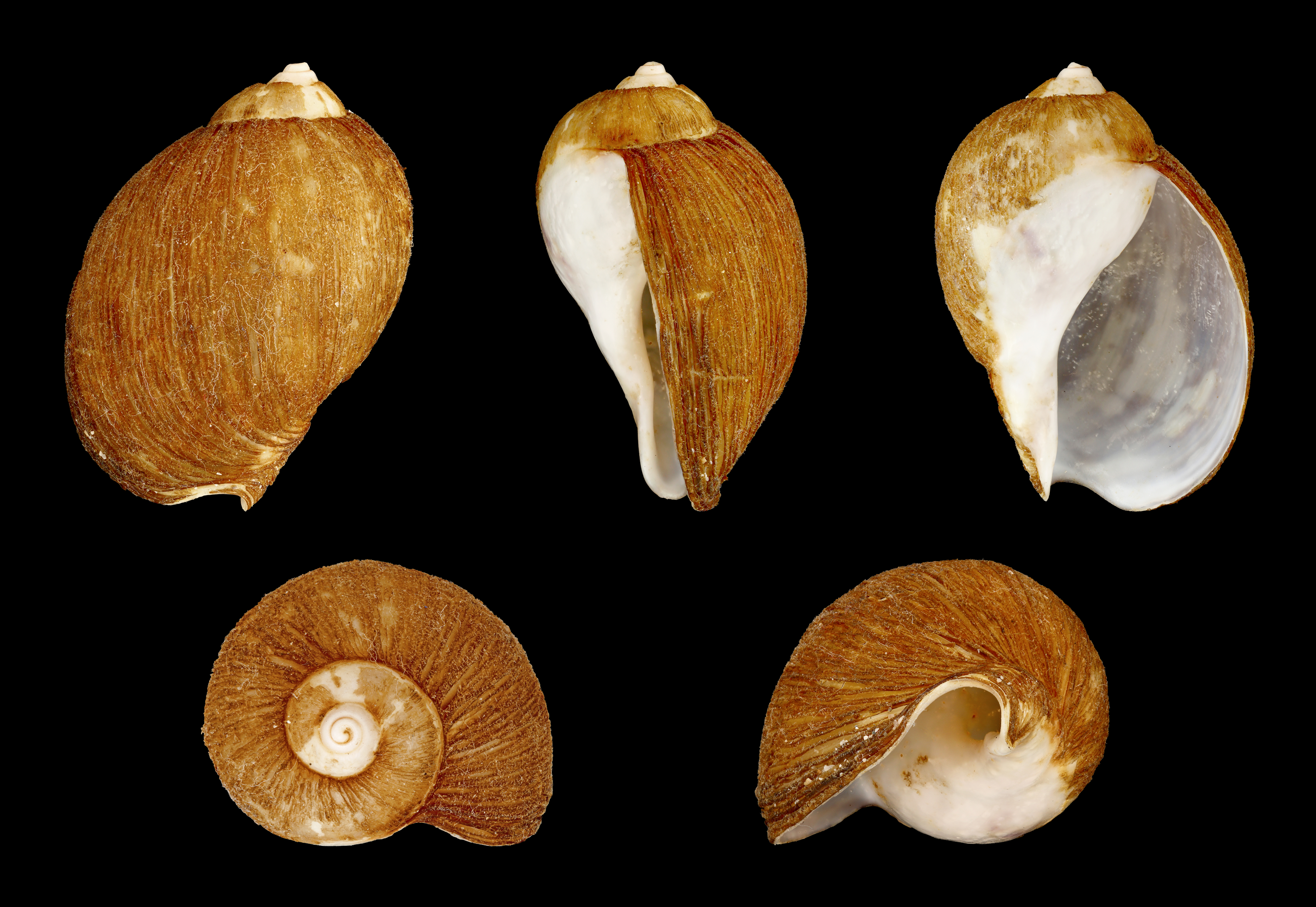
Volutharpa perryi
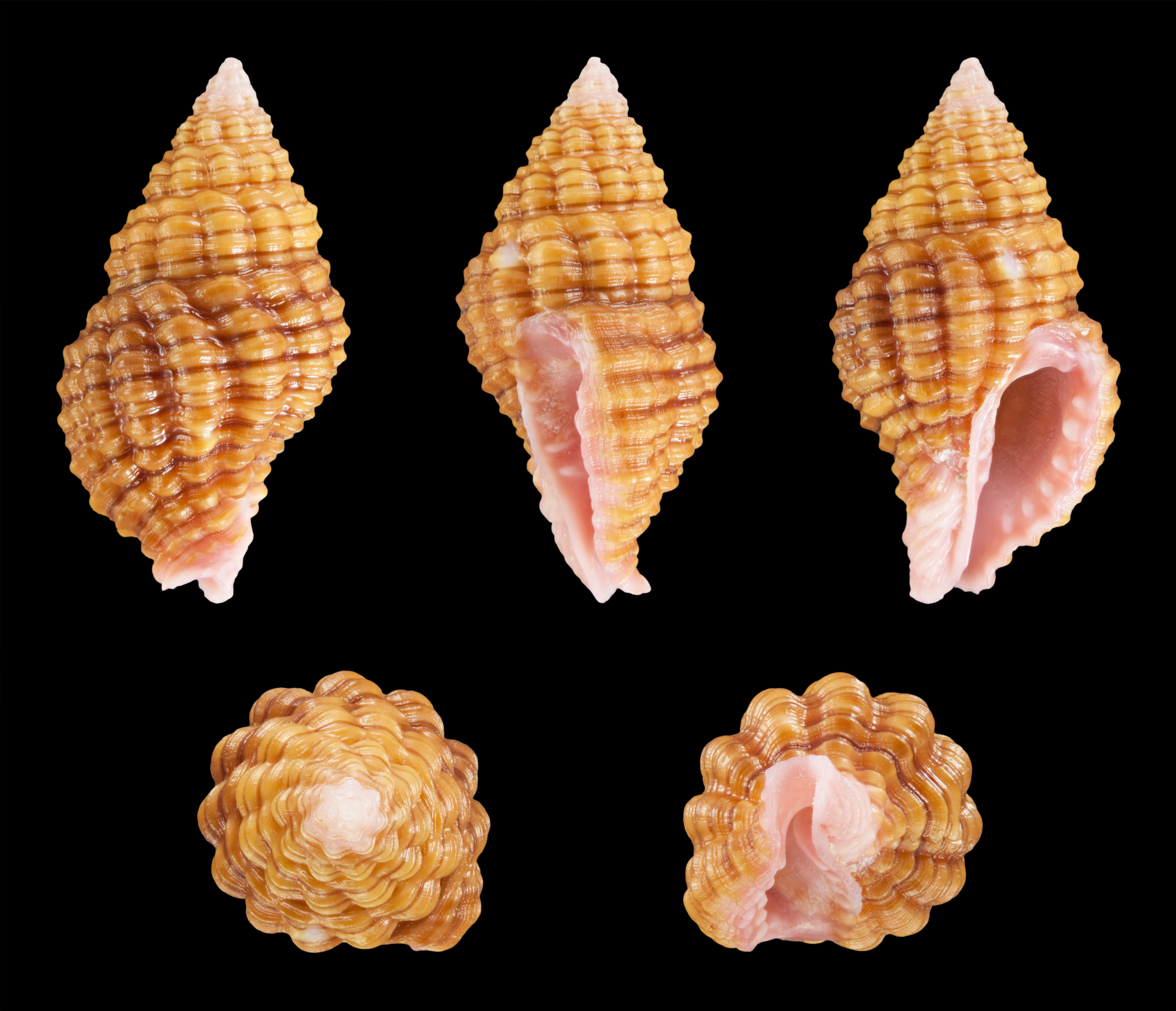
Des Clivipollia pulchra, des Clivipollia, des Buccinidae.
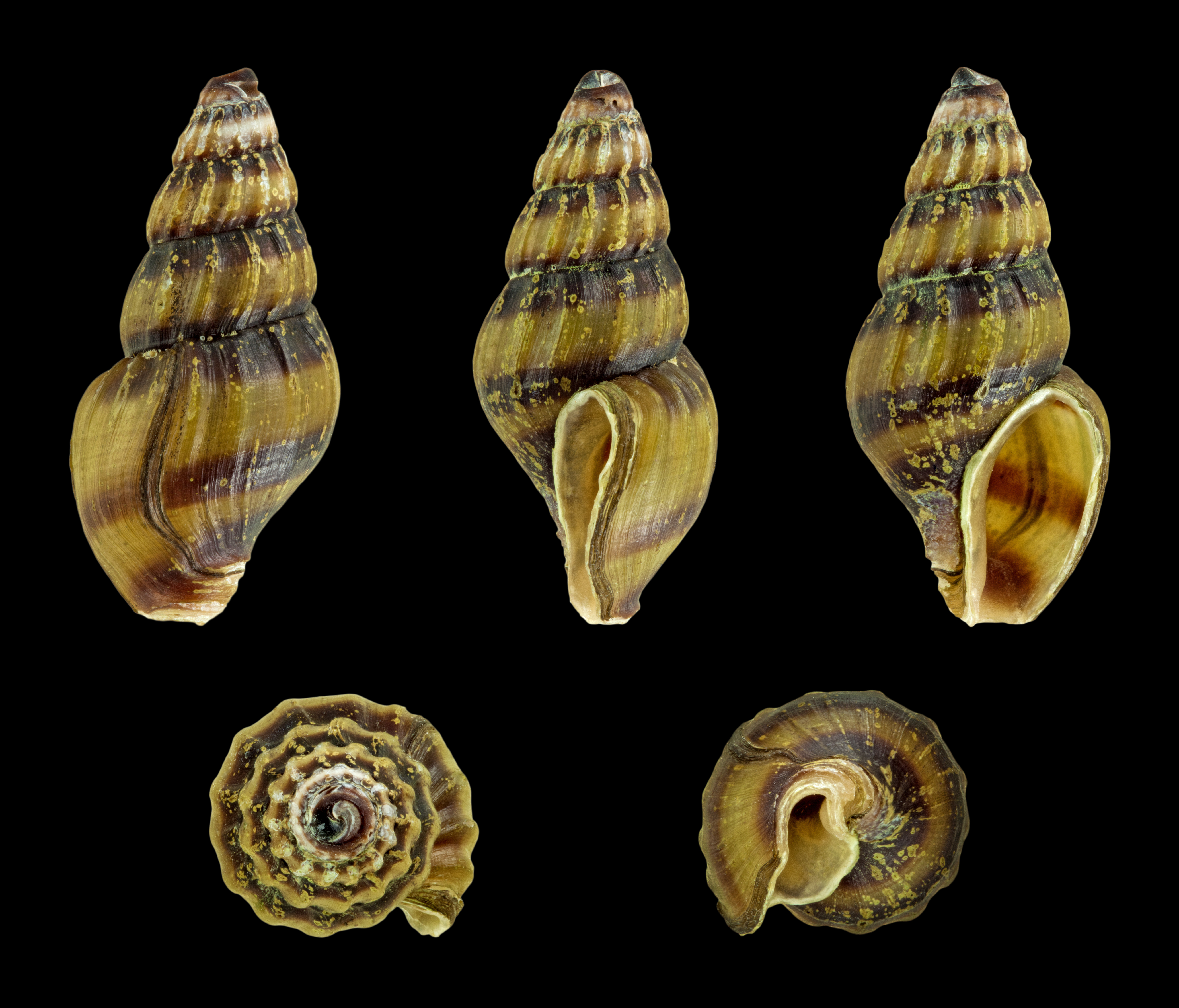
Des Anentome helena, autrement appelés Clea helena (en), des Clea, des Buccinidae.